# Hojszák Zoltán
Hojszák Zoltán (Budapest, 1953. február 11. –) labdarúgó, hátvéd.

## Pályafutása
A Kinizsi Sörgyárból került a Bp. Honvéd utánpótlásába. 1972 és 1974 között a Bp. Honvéd NB I-es labdarúgója volt. Az élvonalban 1972. november 12-én mutatkozott be. 1973-ban két mérkőzésen szerepelt az U21-es válogatottban. 1974 és 1978 között a SZEOL AK labdarúgója volt. Egyik emlékezetes mérkőzése volt 1977. december 17-én a későbbi bajnok Újpesti Dózsa ellen, amikor kiváló játékával járult hozzá a 6–2-es győzelemhez. Az 1978–79-es idényben a Dunaújvárosi Kohász játékosa volt. Az élvonalban összesen 85 mérkőzésen szerepelt és három gólt szerzett. 1979-ben ismét a SZEOL játékosa lett. 1981 nyarán a Délép SC-be igazolt.